# اتحاد لاتفيا لكرة القدم
تأسس اتحاد لاتفيا لكرة القدم في عام 1921م وانضم إلى الاتحاد الدولي لكرة القدم في 1922م والاتحاد الأوروبي لكرة القدم في 1992م.